# Graphidipus mediata
Graphidipus mediata är en fjärilsart som beskrevs av Louis Beethoven Prout 1926. Graphidipus mediata ingår i släktet Graphidipus och familjen mätare. Inga underarter finns listade i Catalogue of Life.